# Proteste in Kenya del 2024
Le proteste in Kenya del 2024 sono una serie di proteste e manifestazioni causate dalla crisi economica, occorse nel Paese africano dal giugno 2024, con l'assalto al Parlamento del Kenya.

## Storia

### L'assalto al parlamento
Il 25 giugno 2024, migliaia di manifestanti hanno preso d'assalto il palazzo del Parlamento keniota a Nairobi in risposta all'approvazione del Kenya Finance Bill 2024. Quest'azione faceva parte delle più ampie proteste del Kenya Finance Bill. La protesta si è intensificata quando i manifestanti hanno dato fuoco a una parte dell'edificio. Diciannove persone sono morte a Nairobi durante le manifestazioni mentre la polizia ha risposto sparando sui manifestanti. Il presidente William Ruto ha respinto di firmare il disegno di legge il giorno successivo.